# Casties-Labrande
Casties-Labrande (em occitano:  Castia de la Branda) é uma comuna francesa na região administrativa da Occitânia, no departamento do Alto Garona. Estende-se por uma área de 8.7 km², com 114 habitantes, segundo o censo de 2018, com uma densidade de 13 hab/km².